# Cediae
Cediae (łac. Diocesis Cediensis) – stolica historycznej diecezji we Cesarstwie rzymskim w prowincji Numidia zlikwidowana w VII w. podczas ekspansji islamskiej, współcześnie w północnej Algierii. Obecnie katolickie biskupstwo tytularne. 

## Biskupi tytularni
| Lp. | Biskup                     | Funkcja                               | Od                | Do                   |
| --- | -------------------------- | ------------------------------------- | ----------------- | -------------------- |
| 1   | Nicolas Stam               | wikariusz apostolski Kisumu (Kenia)   | 9 marca 1936      | 26 maja 1949         |
| 2   | Ladislav Hlad              | -                                     | 9 lutego 1950     | 16 grudnia 1979      |
| 3   | Carlos Walter Galán Barry  | biskup pomocniczy Morón (Argentyna)   | 11 lutego 1981    | 8 maja 1991          |
| 4   | Mario Eusebio Mestril Vega | biskup pomocniczy Camagüey (Kuba)     | 16 listopada 1991 | 2 lutego 1996        |
| 5   | Fidel Herráez              | biskup pomocniczy Madrytu (Hiszpania) | 14 maja 1996      | 30 października 2015 |
| 6   | Wojciech Osial             | biskup pomocniczy łowicki             | 24 grudnia 2015   | 12 września 2024     |
| 7   | Tomasz Sztajerwald         | biskup pomocniczy warszawsko-praski   | 5 listopada 2024  |                      |